# رياض الصالحين وتحفة المتقين (كتاب)
كتاب رياض الصالحين وتحفة المتقين، هو كتاب من تأليف عبد الرحمان الثعالبي (ت 875 هـ) عبارة عن مجلد كبير في علم التصوف.

## نبذة عن الكاتب
عبد الرحمان الثعالبي، (ت 875 هـ)، مفسر وفقيه مالكي صوفي ومتكلم على مذهب الأشاعرة. ولد بالجزائر موطن آبائه وأجداده الثعالبة، وهو أحد أعلام الأشاعرة المالكية في القرن التاسع الهجري. وقد صار رمزا لمدينة الجزائر التي أضحت تعرف بمدينة سيدي عبد الرحمان.

## وصف الكتاب
ضمّن عبد الرحمان الثعالبي الجزائري (ت 875 هـ) كتابه هذا جملة من أحاديث النبي محمد في فضل الذكر وأحوال الآخرة وغيرها من أعمال الصالحين المنجية من عذاب جهنم. يحتوي على مقدمة في التذكير بالموت والقبر ويصف الإمام كتابه بأنه: «كتاب جامع الفنون من العلوم وفوائد جمة لمن يريد حرث الآخرة».

## محتوياته
وقسمه إلى أبواب منها:
1. باب في بيان ما ينبغي أن يكون عليه الإنسان في نهاره وليله.[9]
2. باب جامع لجملة من الآثار تزهد في الدنيا وترغب في الآخرة.[10]
3. باب في فضل الدعاء والذكر.[10]
4. باب مشتمل على فصول فيها وصایا.[11]
5. باب في ذكر الموت وما بعده.[12]
6. باب جامع لأحوال الموتى.[13]
7. باب جامع في قراءة القرآن على القبور.[14]
8. باب جامع لما يراه الميت.[15]
9. باب ما جاء في صفات الجنة.[16]

## المخطوطات
توجد العديدُ من المخطوطاتِ التي تم الإعتمادُ عليها في تحقيق هذا الكتابِ، مِنها:
1. مخطوط المكتبة الوطنية الجزائرية: رقم 833.[18]
2. مخطوط خزانة تطوان: رقم 39.[17]
3. مخطوط المتحف السامي في جامعة هارفارد: رقم 9.[17]
4. مخطوط المتحف البريطاني: رقم 1438.[19]
5. مخطوط خزانة الإسكندريّة مواعظ: رقم 20.[20]
6. مخطوط خزانة القاهرة: رقم ثان 1، ملحق 41.[21]
7. مخطوط دار الكتب الوطنيّة في تونس: رقم 592.[22]
8. مخطوط المكتبة القاسميّة: رقم 40.[23][24]
9. مخطوط مركز جمعة الماجد للثقافة والتراث: رقم 245729.[25]

## التحقيق
تم تحقيق هذا الكتاب من طرف العديد من الباحثين، من بينهم التحقيق في جامعة العلوم الإسلامية الماليزية الذي كان جاريا خلال عام 2012م. وقد تم تحقيقه من طرف «دار الإرشاد» في الجزائر تحت رعاية وزارة الثقافة الجزائرية وتم نشره وتوزيعه بعد ذلك.

## الطبعات
قامت «دار وعي» في الجزائر بإصدار الطبعة الأولى من كتاب «رياض الصالحين وتحفة المتقين» خلال عام 2014م (1435 هـ). هذه الطبعة التي حقق مخطوطها الدكتور حبيب بريك الله، جاءت بعدد صفحات بلغ 544 صفحة ضمن مجلد واحد.